# 이민행 (언어철학자)
이민행은 서울대학교 인문대학 독어독문학과와 대학원 독어독문학과를 졸업했다. 독일 뮌헨대학교 대학원에서 이론언어학을 전공하고 언어학 박사 학위를 받았다. 하버드대학의 초청을 받아 옌칭연구소에서 방문학자로서 1년간 연구를 수행한 바 있다. 2018년에는 대한민국 학술원상(인문학 부문)을 수상했다. 2021년부터 한국언어학회 회장을 맡고 있다. 국립 제주대학교 조교수를 거쳐 1995년부터 현재까지 연세대학교 독어독문학과 교수로 있다. 의미론을 비롯하여 전산언어학, 코퍼스언어학, 광고언어학, 텍스트마이닝에 대한 강의 및 연구를 수행하고 있다.
저서로 『전산 통사·의미론-이론과 응용』, 『독일어 전산 구문문법 연구』, 『정보기반 독어학 연구』, 『독일어 전산 의존문법 연구』,『심리동사의 의미론』(공저) 등이 있다.

## 학력
- 독일 뮌헨대학교 독어독문학부 이론언어학 전공 철학박사(Dr.Phil)
- 서울대 대학원 독어독문학과 독어학전공 문학석사
- 서울대 인문대 독어독문학과 졸업 문학사

## 경력
- 現 한국언어학회 회장 (2021.1-현재)
- 2018년 대한민국 학술원상 (인문학 부문) 수상
- 現 연세대 문과대 독문과 교수 (1995.9-현재)
- 前 한국독어학회 독어학지 편집위원장(2014.9-2018.8)
- 前 한국언어학회 부회장(2014.9-2016.8, 2019.1-2020.12)
- 前 한국연구재단 전문위원 (2014.6-2016.5)
- 前 미국 하버드대 방문교수 (2002.8-2003.6)
- 前 연세대 문과대 부학장 (2005.9-2007.8)

## 상훈
- 2018년 제63회 대한민국 학술원상 수상

## 저서
- 디지털 인문학 연구 (2021년 발간, 도서출판 역락)
- 독일어 전산 의존문법 연구 (2021년 발간, 도서출판 역락)
- 정보기반 독어학 연구 (2017년 발간, 도서출판 역락)
- 빅데이터시대의 언어연구 - 내 손안의 검색엔진 (2015년 발간, 21세기 북스)
- 독일어 전산 구문문법 연구 (2013년 발간, 도서출판 역락)
- 독어학 연구방법론 (2005년 발간, 도서출판 역락)
- 전사 통사.의미론 (2005년 발간, 도서출판 역락)
- 심리동사의 의미론 (공저자: 이익환, 2005년 발간, 도서출판 역락)
- 형식의미론과 한국어기술 (공저자: 강범모 외, 1999년 발간, 한신문화사)

## 역서
- 전산언어학의 기초 (공역자: 장석진, 이기용, 홍윤표, 최기선외, 2002년 발간, 한국문화사)
- 새로운 의미론 (공역자: 문미선, 신효식, 1996년 발간, 한국문화사)

## 논문
- 구어체 말뭉치의 어휘 사용 특징 분석 및 감정 어휘 사전의 자동 구축. 스마트미디어 2020. 12 [3인 공저]
- 독일어 텍스트의 감성분석 연구. 독일언어문학 2019. 9
- '범주화' 프레임에 대한 연구 - 데이터베이스로서의 코퍼스. 독어학 2018.6
- 웹기반 구문분석기의 활용과 평가. 독어학 2017.6
- 독일어 광고슬로건의 언어적 특성들에 대한 연구 -코퍼스언어학적 접근-	독어학	2014.06
- Untersuchungen zur Interaktion zwischen der Polysemie und dem Valenzrahmen der Verben - in Bezug auf das Verb “stoßen” 독일문학	2012.12[공저]
- 독일어 NPN-구문의 통사의미적 특성에 관한 연구	독어학	2012.12
- 부사-동사의 연어관계에 대한 연구 - 양태부사를 중심으로 -	독일언어문학	2011.12
- 인지동사의 의미관계 - 독일어와 영어의 대조분석	독일언어문학	2010.09
- 독일어의 어휘와 통사적 구성의 상호작용에 대한 연구 - 공연구조 분석 방법론의 적용	독일언어문학	2009.12
- 언어경제성과 광고해석의 원리	독어학	2009.12
- 독일어 구문분석 코퍼스의 활용방안 연구- NEGRA 코퍼스를 중심으로	독일언어문학	2008.03
- 독일어 소통동사의 의미관계 연구 - sagen, sprechen, reden을 중심으로	독일문학	2008.12
- 인문·사회과학 기초 분야 연구 역량 향상을 위한 제안	현상과 인식	2006.11[공저]
- 인문학 분야 교수 연구업적 평가안 개발	교육평가연구	2006.09[공저]
- 독일어 심리동사 구문의 의미표상 연구	독일문학	2005.03
- 독일어와 영어의 감정명사들의 의미관계에 대한 연구	독일문학	2004.03
- Fokusprojektion im Deutschen und Koreanischen	독일문학	2003.06
- 담화상에서의 시간관계 결정 요소들의 상호작용에관한 연구	독일문학	2002.12
- Temporal Structure on Discourse Level within the Controlled Information Packaging Theory	언어와 정보	2002.06
- Realizations of Information Structure and Its Projection in Korean	Harvard Studies in Korean Linguistics	2001[공저]
- 독일어의 대명사와 한정표현에 관한 연구	독일문학	2001
- Anaphora Resolution and Discourse Structure: A Controlled Information Packaging Approach	Language and Information 4(1), 67-82,	2000
- 광고카피와 대화함축	독일언어문학	2000
- 대명사 해결과 담화구조: 통제정보 포장이론적 접근	언어와 정보	2000
- Development of a Multilingual Information Retrieval and Check System Based on Database Semantics	LDV-Forum	1999[공저]
- Ein Ansatz zur Aufloesung der Diskursanaphern	Koreansiche Zeitschrift fuer Germanistik	1999
- On the Anaphora Resolution in Korean Dialogues	Harvard Studies in Korean Linguistics	1999[공저]